# Nkoroo
L'nkoroo és una llengua ijo que parlen els nkoroos al sud de Nigèria, a la LGA d'Opobo-Nkoro, a l'estat de Rivers.
L'nkoroo és una llengua de la família lingüística de les llengües ijo orientals. Concretament pertany al grup lingüístic de les llengües ido orientals del nord-est; les altres llengües d'aquest grup lingüístic són el kalabari, l'ibani i el kirike. El 1989 hi havia 4.550 parlants de nkoroo.
Gaudeix d'un ús vigorós (6a); tot i que no està estandarditzada, és parlada per persones de totes les edats i generacions.

## Població i religió
El 65% dels 7100 nkoroos són cristians; el 40% d'aquests són anglicans, el 40% pertanyen a esglésies cristianes independents i el 20% són catòlics. El 35% dels nkoroos restants creuen en religions tradicionals africanes.<re name=joshuaproject/>